# Robert Küng
Robert Küng (* 1. März 1956, heimatberechtigt in Wolhusen und Willisau) ist ein Schweizer Politiker (FDP). Von 2011 bis 2019 war er Regierungsrat des Kantons Luzern und leitete das Bau-, Umwelt- und Wirtschaftsdepartement.

## Biografie
Küng war vor seinem Amtsantritt als Regierungsrat Unternehmer in der Haustechnik-Branche. Von 2000 bis 2011 war er Stadtpräsident von Willisau und von 2007 bis 2011 Kantonsrat. Im Jahr 2011 wurde Küng in den Luzerner Regierungsrat gewählt und übernahm dort das Bau-, Umwelt- und Wirtschaftsdepartement. 2018 kündigte er an, nicht mehr zu kandidieren. Sein Nachfolger wurde 2019 Fabian Peter.
Küng ist verheiratet, Vater von zwei Kindern und wohnt in Willisau.